# ویتوریو برناردو
ویتوریو برناردو (انگلیسی: Vittorio Bernardo؛ زادهٔ ۲ فوریهٔ ۱۹۸۶) بازیکن فوتبال است.
از باشگاه‌هایی که در آن بازی کرده‌است می‌توان به باشگاه فوتبال مسینا اشاره کرد.